# اتحاد الجمهوريات العربية
اتحاد الجمهوريات العربية هو بيان واتفاق وحدة لم يتم تطبيقه عمليًا بين ثلاث دول عربية هي سوريا ومصر وليبيا في عهد الرؤساء حافظ الأسد ومحمد أنور السادات ومعمر القذافي. السبب الأساسي لعدم نجاح الاتفاق هو اختلاف الدول الثلاثة على اتفاقية كامب ديفيد بين مصر وإسرائيل وبموجب الاتفاقية تصبح مصر أول دولة عربية تعترف رسميا بإسرائيل وذلك مقابل استعادة شبه جزيرة سيناء من الاحتلال الإسرائيلي وتطبيع العلاقات.

## الاستفتاءات
تم إجراء ثلاث استفتاءات متزامنة بشأن اتحاد الجمهوريات العربية يوم 1 سبتمبر 1971 في مصر، وليبيا، وسوريا. واعتمد الاقتراح في الاستفتاء المصري بنسبة 99.9%، وفي الاستفتاء الليبي وافق على المقترح 98.6% من المصوتين، بينما صوت في سوريا 96.4% لصالح الاتحاد.

## معرض صور

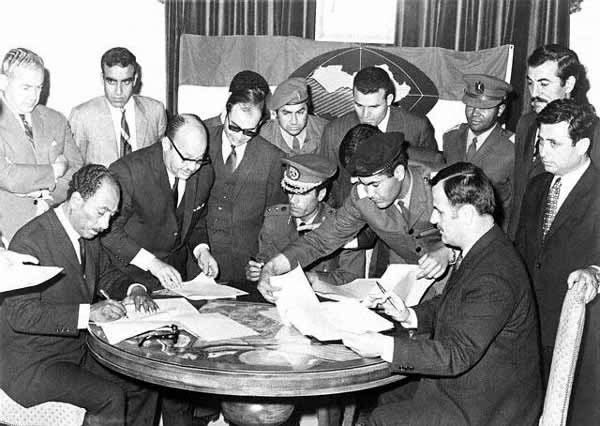
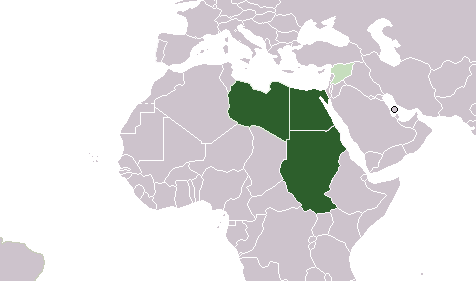
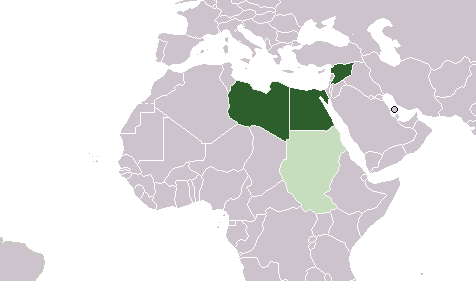
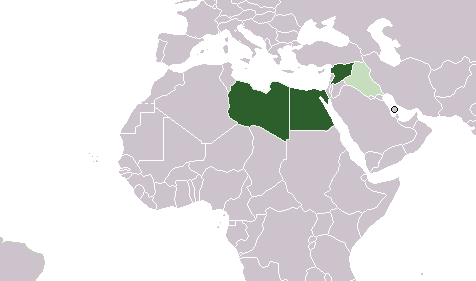

## اقرأ أيضًا
- الجمهورية العربية المتحدة: اتحاد بين مصر وسوريا بين عامي 1958 إلى 1961
- الجمهورية العربية المتحدة (1963): محاولة لاتحاد عربي في العام 1963
- الاتحاد العربي: اتحاد بين العراق والأردن عام 1958
- اتحاد الجمهوريات العربية (اقتراح العراق): اقتراح عراقي
- الجمهورية العربية الإسلامية: اتحاد مقترح بين تونس وليبيا (1972)
- الدول العربية المتحدة: اتحاد كونفدرالي بين الجمهورية العربية المتحدة والمملكة المتوكلية اليمنية (1958–1961)
- الإمارات العربية المتحدة: اتحاد بين سبع إمارات عربية (1971–الآن)